# Lília Bernardes
Lília Bernardes (Funchal, 5 de março de 1956 – Funchal, 27 de abril de 2016) foi uma jornalista portuguesa. 
Iniciou a sua colaboração com o Diário de Notícias da Madeira em 1991. Em 1993 tornou-se correspondente na Madeira do Diário de Notícias de Lisboa, papel que manteve até outubro de 2014.
Tornou-se então adjunta do presidente do Governo Regional da Madeira, Miguel Albuquerque, para a área da comunicação.
Antes do Jornalismo foi funcionária dos CTT e da Portugal Telecom, tendo-se também dedicado ao teatro, ao cinema e à televisão.
Era licenciada em Comunicação, Cultura e Organizações pela Universidade da Madeira.
Faleceu no dia 27 de abril de 2016, vítima de cancro.